# Mirów Stary
Mirów Stary ist ein Dorf sowie Sitz der Landgemeinde Mirów im Powiat Szydłowiecki der Woiwodschaft Masowien, Polen.

## Gemeinde
Zur Landgemeinde Mirów gehören folgende neun Ortschaften mit einem Schulzenamt:
Bieszków Dolny
Bieszków Górny
Mirów Nowy
Mirów Stary
Mirówek
Rogów
Zbijów Duży
Zbijów Mały